# Tour d'outilleur
Pour les articles homonymes, voir tour.
Le tour d’outilleur est une machine de construction soignée destinée à produire des pièces à l'unité ou en petite série. De par sa taille, il est aussi appelé tour d’établi.

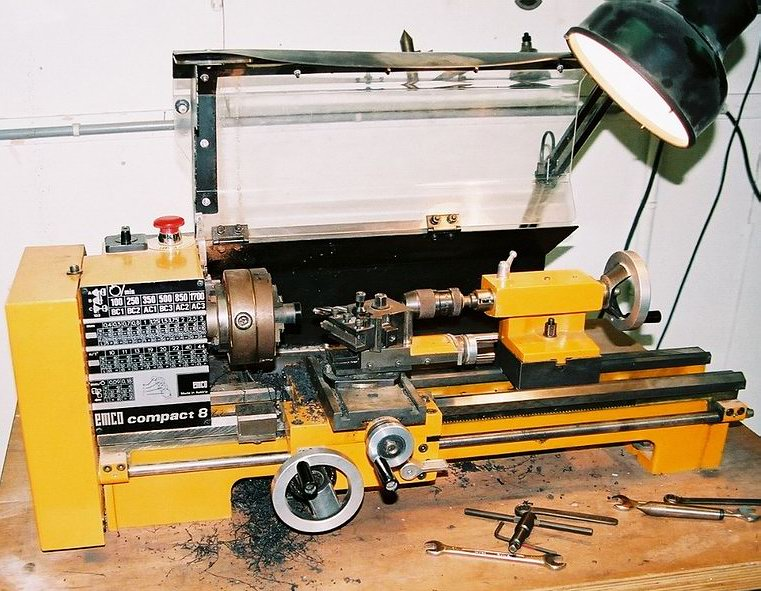
Petit tour d’établi (tour d’outilleur)

## Construction
La construction de ce tour présente un côté très universel, dans le sens qu’il peut réaliser pratiquement toutes les phases de tournage réalisables sur un tour parallèle conventionnel sans en avoir le rendement.
Il ne comporte généralement pas de piétement et le banc est directement posé sur un établi ou tout autre meuble à bonne hauteur.

## Emploi
Il permet la réalisation de tous les petits usinages de pièces dont le diamètre n’excède pas les 220 mm et une distance entre pointes de 500 mm. La puissance du moteur électrique est de l’ordre de 1 000 watts.
Outre le chariotage, il permet tous les filetages jusqu’au pas de 3 mm.